# Droga krajowa B480 (Niemcy)
Droga krajowa 480 (niem. Bundesstraße 480) – niemiecka droga krajowa przebiegająca na osi północ-południe i jest połączeniem drogi B62 koło Erndtebrück z autostradą A33 koło Haaren w Nadrenii Północnej-Westfalii.
Droga, jest oznakowana jako B480 od początku lat 60. XX w.